# Une nuit de Cléopâtre
Une nuit de Cléopâtre est une nouvelle historique de Théophile Gautier, publiée en six feuilletons du 29 novembre au 6 décembre 1838 dans La Presse.

## Résumé
Traversant le Nil sur sa cange royale pour se rendre à son palais d'été, Cléopâtre « s'ennuie horriblement. » Meïamoun, amoureux de la reine, est pris en train de l'épier dans son bain. Ayant le caprice d'être clémente, Cléopâtre lui accorde une nuit orgiaque. Quand le matin arrive, les hommes entrent dans la salle. Meïamoun boit alors le verre empoisonné et meurt. Marc-Antoine arrive, demande à Cléopâtre pourquoi un homme est mort et rejoint sa femme

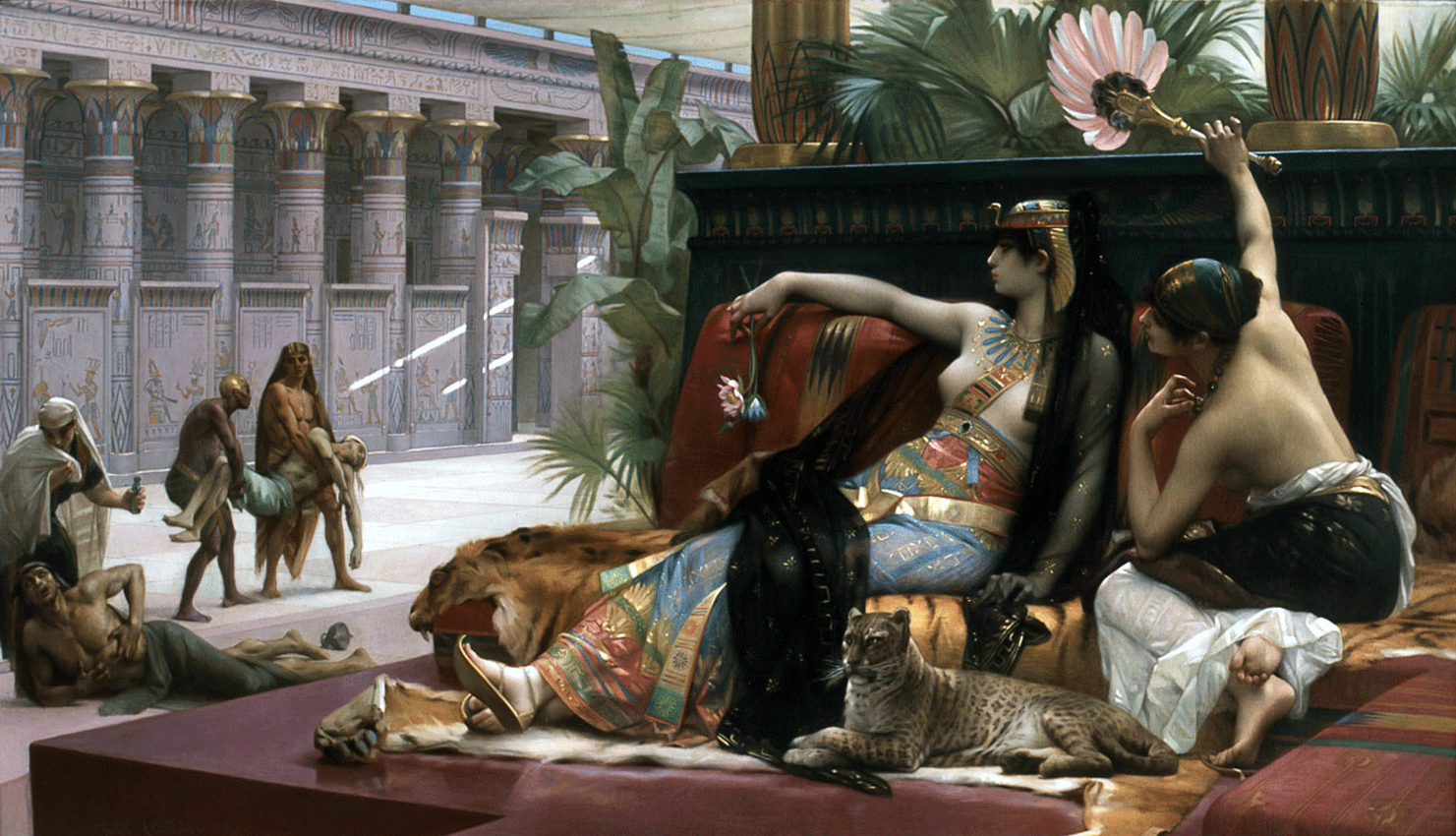
Alexandre Cabanel, Cléopâtre essayant des poisons sur des condamnés à mort, 1887.

## Musique
Une nuit de Cléopâtre, opéra en 3 actes de Victor Massé (1885, livret de Barbier, d'après la nouvelle de Théophile Gautier).